# 覚性入道親王
覚性入道親王（かくしょうにゅうどうしんのう、大治4年閏7月20日（1129年9月5日） - 嘉応元年12月11日（1169年12月30日））は、平安時代後期の皇族・僧・歌人。俗名は本仁親王。父は鳥羽天皇。母は藤原公実の娘待賢門院藤原璋子。真言宗仁和寺の第5世門跡。紫金台寺御室・泉殿御室とも称された。

## 略歴
誕生から3か月後の10月22日に親王宣下を受ける。だが、母の待賢門院（藤原璋子）は仁和寺の第4世門跡覚法法親王との間で親王の入寺に関する相談を行っており、長承4年3月27日（1135年5月11日）には鳥羽上皇・待賢門院が見守る中で仁和寺に入り、覚法法親王のもとで出家し灌頂を受けた。仁和寺の子院の中に待賢門院が白河法皇の追善と自身の将来のために建立した法金剛院があり、親王出家の背景には待賢門院の強い意向が働いていたと考えられている。
法名は初め信法と称し、のち覚性と改めた。仁和寺・法勝寺などの検校をつとめる。仁平元年（1151年）には、父の依頼を受けて甥にあたる守仁親王（後の二条天皇）を預かって修行させるが、4年後に急遽皇太子に迎えられて覚性の下を去っている。仁平3年（1153年）仁和寺法務に任じられ、その後尊勝寺・四天王寺などの検校をつとめた。仁安2年（1167年）初めての総法務職に任じられて綱所を賜った。修法の聞こえが高く、詔勅を受けて孔雀経法や尊勝法、愛染王法等を24回修したという。
「紫金台寺御室」や「泉殿御室」と称されるのは仁和寺内にあったその居所に由来する。初めは泉殿と呼ばれていたらしいがいつからか紫金台寺と呼ばれるようになった。和歌にも造詣深く、没後近しい者により編纂されたと推測される家集『出観集』には多くの詠歌が残り、泉殿がその場としてあったことが知られる。『千載和歌集』以下の勅撰集に入集。
また『平家物語』等においては幼き日の平経正を鍾愛し琵琶の銘器を下賜した記事が見え、『古今著聞集』には千手・参川（三河）という二人の寵童との記事が収録されるなど、旺盛な一面も窺われる。